# Dzień Pamięci dla Prawdy i Sprawiedliwości
Dzień Pamięci dla Prawdy i Sprawiedliwości (hiszp. Día Nacional de la Memoria por la Verdad y la Justicia) – święto państwowe w Argentynie obchodzone 24 marca każdego roku dla upamiętnienia rozbojów podczas zamachu dokonanego przez wojsko pod przywództwem Jorge Videli na rząd Isabeli Perón, w czasie tzw. Brudnej wojny.
Ustanowione 1 sierpnia 2002 przez Kongres Narodowy. Nie było ono uznawane za publiczne, aż do roku 2006, czyli 30. rocznicy zamachu, podczas której wybuchły liczne demonstracje w całym kraju.